# Armoriale delle famiglie italiane (Cao-Cap)
Questo è l'armoriale delle famiglie italiane il cui cognome inizia con le lettere che vanno da Cao a Cap.

## Armi

### Cao
| Stemma | Casato e blasonatura |
| ------ | --- |
|        | Cao (Cagliari, Genova) troncato: al primo d'azzurro al mare agitato al naturale e due delfini pure al naturale, nuotanti in esso, il tutto sormontato da un uccello bianco (Cao) volante e guardante una stella d'oro nell'angolo nel capo; al 2º di rosso: a destra un castello di sassi sostenente un leone il tutto al naturale; a sinistra sei pani d'oro due, due e due (concessione spagnola) (citato in (4) – Vol. II pag. 277 e in DAlena) alias partito: al 1º di rosso all'agnello d'oro discendente da un monte al naturale a sinistra ed in atto di muoversi per abbracciare colle zampe anteriori una colonna d'argento alquanto distante a destra; al 2º d'azzurro a tre scaglioni d'oro sormontati cadauno alla punta da un uccello fermo bianco (Cao) tenente nel rostro un pane d'oro (concessione sabauda) (citato in (4) – Vol. II pag. 278 e in DAlena) |
|        | Caotorta (Firenze, Milano) di rosso al leone d'oro, tenente una ritorta a cerchio, d'argento (citato in (4) – Vol. II pag. 278) |

### Capa
| Stemma | Casato e blasonatura |
| ------ | --- |
|        | Capacci (Siena) d'oro, alla testa di cinghiale scappucciato di nero, difeso d'argento di due pezzi (citato in (5) - pag. 124) D'oro, al grugno di cinghiale di nero, difeso d'argento (citato in (13)) |
|        | Capaccia (Napoletano) (la blasonatura non è stata ancora caricata) (citato in (19)) |
|        | Capallesi (Firenze) Di rosso, alla banda doppiomerlata d'argento (citato in (13)) |
|        | Capanini (Cesena) (la blasonatura non è stata ancora caricata) (citato in BLCW) Immagine in Blasone Cesenate. |
|        | Capanneschi (Toscana) (DE) In Silber 1 roter Pfahl (citato in (28)) |
|        | Capano (Napoli, Salerno) Titolo: nobili; Barone di: Lustra, Sessa, Omignano, Barbera, Massasanta, Pollica, Turricello, Castellammare della Bruca, Acquavella; Conte di: Celso; Duca di: Civita Sant'Angelo;Principe di: Pollica: signori di Ascea, Acquavella, Castro, Valle, Prata, Fossasecca, Lauriano, Trotta, Cupolo, Pollica, Martone, S. Giovanni, due Casali di Grotteria, Vico, Cannicchio, Castellammare della Bruca, Torchiara, Galdo, Pioppi d'argento alla banda di rosso caricata di tre gigli d'oro (citato in (16)) 3 gigli di oro nel senso della banda su banda di rosso su argento (citato in LEOM) alias d'argento alla banda rossa filettata in oro caricata tre gigli d'oro, posti in banda (citato in (19)) Notizie storiche in Nobili napoletani. |
|        | Capasanta (Vicenza) pilone di un ponte di rosso merlato alla guelfa uscente dalla punta su troncato di azzurro e di verde - conchiglia capovolta di oro sul pilone - 2 teste di aquila di oro affrontate sputanti fuoco di rosso sull'azzurro (citato in LEOM) |
|        | Capassini (Sansepolcro) Troncato: nel 1º d'azzurro, al leone d'oro nascente dalla troncatura; nel 2º di rosso pieno; con la fascia d'argento passata sulla troncatura (citato in (13)) |
|        | Capasso e Capasso Torre di Caprara (Napoli, Benevento, Roma) Titolo: marchese di Ariano; Duca di Ariano; conte di Pastene, patrizio Napoletano, patrizio Beneventano d'azzurro alla croce d'oro, posta a guisa di croce di S. Andrea, accantonata di 4 teste di leone, pure d'oro, linguata di rosso. Lo scudo è fregiato di ornamenti comitali col cercine e gli svolazzi d'oro e d'azzurro (citato in (4) – Vol. II pag. 279 e in (16)) d'azzurro alla croce di S. Andrea d'oro, accostata di quattro teste di leone, pure d'oro, linguate di rosso (citato in (19)) alias d'azzurro alla croce di S. Andrea d'oro, accostata di quattro teste di leone affrontate, pure d'oro, linguate di rosso (citato in (19)) croce di Sant'Andrea di oro accantonata da - 4 teste di leone dello stesso su azzurro le 2 centrali affrontate (citato in LEOM) Notizie storiche in Nobili napoletani. |
|        | Capasso (Sicilia) d'argento, con una croce di s. Andrea d'azzurro, accantonata da quattro leoncini di rosso (citato in (26)) Notizie storiche in Famiglie nobili di Sicilia. |
|        | Capazzi (Cesena) (la blasonatura non è stata ancora caricata) (citato in BLCW) Immagine in Blasone Cesenate. |

### Cape
| Stemma | Casato e blasonatura |
| ------ | --- |
|        | Capecce (Tempio, Cagliari) Troncato: nel 1° la fenice nella sua immortalità; nel 2° traversato da 12 sbarre Motto: Post fara resurgo (citato in DAlena) |
|        | Capecchi (Firenze) Losangato di... e di... (citato in (13)) |
|        | Capecci (Ripatransone, Acquaviva Picena, San Benedetto del Tronto) Titolo: Nobili Scudo partito: nel primo, di porpora, a sei bisanti posti in cintura e sormontati da una corona radiata all'antica, il tutto d'oro. Nel secondo, d'oro, a un leone di nero, alato e rivolto, armato e lampassato. Ornamenti esteriori di nobile Sito web: http://capecci.jimdo.com/ |
|        | Capece (Corsano, Galatina) di nero al leone di oro coronato del medesimo (citato in (4) – Vol. II pag. 279 e in DAlena) |
|        | Capece (Licata) troncato d'azzurro e di rosso, al leone d'oro, e la fascia dello stesso attraversante (citato in Mango) |
|        | Capece (Napoletano) Titolo: principe di Monteacuto; duca di Rodi; marchese di Bugnaturo, Pontelatrone, Rofrano; barone di Siano, Roccagloriosa di nero al leone d'oro coronato dello stesso e lampassato di rosso (citato in (19)) Notizie storiche in Nobili napoletani. |
|        | Capece Galeota (Napoli) Titolo: conte di: Terranova, Montaperto (già Montemiletto); marchese di: Monteleone; duca di: S. Angelo a Fasanella, Apice (già Sicignano), della Regina, Popoli; principe di: Monasterace, Montemiletto, Monteleone, Acaia inquartato: nel 1º e 4º di argento a tre fasce innestate di azzurro con un rastrello a tre denti di rosso nel punto del capo ed attraversante; nel 2º e 3º di nero al leone d'oro coronato del medesimo (citato in (4) – Vol. II pag. 280) Inquartato: nel 1° e 4° d'argento a tre fasce innestate d'azzurro con un labello di rosso in capo; nel 2° e 3° di nero al leone d'oro coronato dello stesso (citato in DAlena) inquartato, nel 1° e 4°ondato d'argento a tre fasce d'azzurro, al lambello rosso con tre pendenti nel punto del capo ed attraversante; nel 2° e 3° di nero al leone d'oro coronato dello stesso (citato in (19)) Cimieri: a destra uno stocco accostato da due targhe spezzate di ferro, il tutto al naturale; a sinistra una testa e collo di liocorno al naturale, collarinato d'argento innesatto d'azzurro Motto: In tempestate securitas Notizie storiche in Nobili napoletani. |
|        | Capece Minutolo (Napoli e Messina) Titolo: principe di: Ruoti, Canosa, Collereale (ramo siciliano); duca di: S. Valentino, del Sasso, Gesso; marchese di: Bugnano, Comignano; conte di: Caserta; barone di: Neviano, Melissano, S. Valentino, Callari, Baccarati; signore della Masseria di Patti o Critti di rosso, al leone di vaio col capo d'oro (tale citato in CROL – pag. 368) blasonato anche come: di rosso, al leone di vaio, armato d'oro, con la testa dello stesso. Cimiero: una testa e collo di cavallo inalberato di nero (citato in (4) – Vol. II pag. 281 e in (26)) di rosso al leone d'oro vestito di vajo (citato in (19)) leone rampante di vajo testa zampe coda di oro su rosso (citato in LEOM) Notizie storiche in Famiglie nobili di Sicilia. Ulteriori notizie storiche in Nobili napoletani. |
|        | Capece Minutolo (Napoli, Molise) di oro al leone vestito di vaio alias (citato in (4) – Vol. II pag. 280) Di rosso al leone vajato d'azzurro e d'argento, armato d'oro, con la testa dello stesso Cimiero: una testa e collo di cavallo inalberato di nero (citato in DAlena e in Mango) alias partito: nel 1° d'oro al bufalo di rosso passante sulla campagna di vere, al capo tagliato d'azzurro e d'argento con due crescenti montanti d'oro; nel 2° di rosso al leone di vajato d'azzurro e d'argento, armato e coronato d'oro con la teta dello stesso Motto: Gradatim ascenditur ad alta (citato in DAlena) |
|        | Capece Minutolo (Napoli) leone rampante di vajo su rosso testa zampe e coda di oro - bordura di oro (citato in LEOM) |
|        | Capece Piscicelli (Napoli) partito, nel 1° di nero al leone d'oro (Capece); nel 2° di rosso alla banda cuneata d'oro e d'azzurro (girello), accostata nel capo da un lambello d'oro a tre pendenti (piscicelli) (citato in (19)) Notizie storiche in Nobili napoletani. |
|        | Capece Scondito (Napoli) di nero al leone d'oro tenente uno scudetto d'argento al leone nero coronato d'oro (citato in (19)) Notizie storiche in Nobili napoletani. |
|        | Capece Zurlo (Parigi, Napoli, Giovinazzo) Titolo: Baroni di: Acquavella, Guardia Lombardi, Nusco; Conti di: Burgenza, Montoro, Nocera dei Pagani, Potenza, Sant'Angelo dei Lombardi, S. Agata; Duchi di: S. Marco; Principi d Zurlo; signori di Asprano, Brienza, Cancellara, Candela, Castel di Muro, Celenza, Montefalcione, Montemitolo, Morra, Oppido, Pietragalla, Rocca di San Felice, Sant'Arcangelo, San Silvestro, Solofra, Toritto di rosso alla banda di oro caricata da un girello di azzurro (citato in (4) – Vol. II pag. 282) alias partito, nel 1° di rosso alla banda cuneata di azzurro e d'oro; nel 2° di nero al leone coronato d'oro (citato in (19)) alias leone rampante coronato di oro su nero - banda inchiavata di oro e di azzurro su rosso (citato in LEOM) Notizie storiche in Nobili napoletani. |
|        | Capecelatro (Napoli) Titoli: duchi di Nevano, marchesi di Lucito fusato in banda, d'argento e di rosso (citato in (4) – Vol. II pag. 282, in DAlena e in (19)) alias Inquartato: nel 1° e 4° di nero al leone d'oro; nel 2° e 3° losangato in banda dì argento e di nero (citato in DAlena) alias inquartato, nel 1°e 4° di nero al leone d'oro; nel 2° e 3°fusato in banda d'argento e di rosso (citato in (19)) Notizie storiche in Nobili napoletani. |
|        | Capecelatro (Napoletano) Titolo: barone di Scafati, signore del Bosco Reale fusato in banda d'argento e di rosso (citato in (33)) |
|        | Capecelatro e Latro (Molise) Inquartato: nel 1° e 4° di nero al leone d'oro; nel 2° e 3° losangato in banda dìargento e di nero alias Inquartato: nel 1° e 4° di nero al leone d'oro; nel 2° e 3° fusato in banda d'argento e di rosso (citato in DAlena) |
|        | Capeci (Sicilia) d'azzurro, con un leone d'oro, ed una banda dello stesso attraversante sul tutto (citato in (26)) Notizie storiche in Famiglie nobili di Sicilia. |
|        | Capei (Firenze) d'azzurro a 4 stelle di 8 raggi d'oro, ordinate in croce, al crescente d'argento posto in abisso (citato in (4) – Vol. II pag. 283) |
|        | Capei (Arezzo) D'azzurro, al crescente rivolto d'argento, posto in mezzo a quattro stelle a otto punte d'oro, 1.2.1 alias D'azzurro, al crescente rivolto d'argento, posto in mezzo a quattro speronelle d'oro, 1.2.1 (citato in (13)) |
|        | Capella (Verona) D'argento al cervo rampante di rosso, incatenato e unghiato d'oro (citato in DAlena) |
|        | Capella (Torino) Troncato d'argento e d'azzurro, il 1° a due rami di palma verde, decussati, caricato di un cappello di nero, il 2° al braccio armato, con spada, d'argento, accompagnato in capo e punta da due stelle d'oro Motto: Tuetur et ornat (citato in (15)) |
|        | Capella (Torino) D'oro, al leone di nero, coronato di rosso, con la fascia d'ermellino attraversante Motto: Nec vincla retardant (citato in (15)) |
|        | Capellari (Cesena) (la blasonatura non è stata ancora caricata) (citato in BLCW) Immagine in Blasone Cesenate. |
|        | Capelletti o Cappelletti (Roma) bue sdraiato testa rivolta di argento su terrazzo di verde su azzurro - cappello con fiocchi incrociati di nero in alto su azzurro (citato in LEOM) |
|        | Capelli o Cappelli (Torino) Titolo: consignori di Salto e Priacco D'argento, a tre cappelli prelatizi, a un fiocco, di verde (citato in (15)) |
|        | Capellini o Cappellini (Mondovì) Titolo: conti di Montelupo D'argento, al cappello di nero, cordonato d'oro alias D'argento, al cappello di nero Motto: Ab aestu et tempestate (citato in (15)) |
|        | Capellis Castello de Cirnusculo (la blasonatura non è stata ancora caricata) (citato in DAlena) |
|        | Capello (Torino, Roma, Assisi) d'azzurro alla spada d'argento guarnita d'oro posta in banda, la punta all'insù accompagnata in capo da una stella di argento Motto: In cruce victoria (citato in (4) – Vol. II pag. 283) |
|        | Capello o Capel o Capeu (La Turbie) Titolo: consignori di Castelnuovo, Coarazze, Peglione D'oro, al cappello di nero, all'antica (arma antica) alias Troncato cuneato, d'azzurro e d'oro alias Troncato cuneato, d'oro e di rosso alias D'argento, a tre cappelli cardinalizi, di rosso Motto: Iustus ut palma florebit (citato in (15)) |
|        | Capello (Chivasso) Titolo: consignori di Cortandone, Monteu da Po D'argento, a tre cappelli prelatizi, di rosso alias D'argento, al cappello prelatizio, di nero alias Troncato, d'oro, all'aquila, di nero, e d'argento, al cappello prelatizio, di nero (citato in (15)) |
|        | Capello (Carmagnola ?) Troncato, al 1° di verde, a due cappelli prelatizi, di nero, al 2° d'argento, al cappello prelatizio, di nero (citato in (15)) |
|        | Capello (Caramagna) Titolo: conti di S. Franco Troncato, al 1° d'argento, a tre cappelli di nero all'antica, male ordinati, al 2° di rosso, al leone d'oro (citato in (15)) |
|        | Capello (Torino, Assisi, Roma) Titolo: conti D'azzurro, alla spada d'argento, guarnita d'oro, posta in banda, la punta all'insù, accompagnata in capo da una stella d'argento (6) Motto: In cruce victoria (citato in (15)) |
|        | Capello (Fossano) D'argento, a tre cappelli di nero, con cordoni e fiocchi rossi, 2, 1 Motto: Sicut palma (citato in (15)) |
|        | Capello (Pinerolo) D'oro, alla ghirlanda di rami fogliati di verde, con i fiori d'azzurro (citato in (15)) |
|        | Capello (Carrù) Fasciato d'argento(?) e di nero, con il capo di [...], carico di un cappello prelatizio, di nero (citato in (15)) |
|        | Capello (Venezia) troncato d'azzurro e d'argento, al cappello antico d'argento attraversante infilzato da due spilloni di rosso decussati con le punte in basso (Immagine nella Raccolta stemmi Trippini (JPG).) |
|        | Capello (Cesena) (la blasonatura non è stata ancora caricata) (citato in BLCW) Immagine in Blasone Cesenate. |
|        | Caperci (Siena) D'azzurro, all'albero di verde fruttifero d'oro, nodrito su un monte di tre cime d'oro, e sostenuto a destra da un orso levato al naturale, e a sinistra da un fauno dello stesso; il tutto abbassato sotto il capo del campo, sostenuto da una divisa d'oro e caricato di un crescente montante d'argento (citato in (13)) |
|        | Capezzi (Firenze) Di..., alla lettera maiuscola L di..., coronata di... (citato in (13)) |
|        | Capezzuoli (Firenze) Di..., alla gemella in fascia di..., e all'albero sradicato al naturale, accollato al tronco da un serpente di... posto con la testa in basso e addestrato sopra la gemella da una stella a otto punte d'oro (citato in (13)) |

### Capi
| Stemma | Casato e blasonatura |
| ------ | --- |
|        | Capi o Cappi (Mantova) Titolo: signori di Cerro Tanaro Fasciato d'argento e di rosso, con il capo d'oro, carico di un'aquila di nero, linguata di rosso, il capo sostenuto di rosso, con un testa di leone d'oro, guardante alias Di rosso, a due fasce d'argento, con il capo del secondo, carico di una testa di leone d'oro alias Di rosso, a tre conchiglie d'argento, 2, 1, con la ruota (?) di quattro raggi, d'oro, in abisso (citato in (15)) |
|        | Capialbi (Vibo Valentia, Stilo) d'azzurro alla fascia abbassata e cucita di rosso, sostenente un busto di uomo calvo al naturale, sormontato da un compasso aperto di oro con le punte d'argento poggiate sugli estremi della fascia ed accompagnato da 3 stelle d'oro a otto raggi, due ai cantoni dello scudo, una in punta (citato in (4) – Vol. II pag. 284) |
|        | Capigatti (Fiesole, Firenze) D'oro, alla fascia d'azzurro accompagnata da tre rincontri di gatto al naturale, 2.1 (citato in (13)) fascia di azzurro su oro - 3 teste di gatto in maestà al naturale su oro poste 2,1 (citato in LEOM) |
|        | Capilupi (Mantova) d'oro alla testa di lupo di nero, posata sopra tre palle d'argento poste in fascia (citato in (4) – Vol. II pag. 284) |
|        | Capini (Lucca) Leopardo illeonito (citato in DAlena) |
|        | Capis (Domodossola) Titolo: conti palatini D'azzurro, al cane di [...], trattenuto da un braccio di [...] movente dal fianco sinistro, sormontato da un sole, di [...] Motto: Fato prudentia maior (citato in (15)) |
|        | Capisano (Chieri) Troncato, d'oro, all'aquila di nero, e di rosso, alla fascia doppio addentellata di due pezzi e scorciata, d'argento, con un filetto di nero sulla partizione Motto: Con il tempo (citato in (15)) |
|        | Capitaneo (Modugno, Bari, Napoli) Titolo: barone di San Demetrio d'azzurro a cinque sbarre d'oro (citato in (16)) 5 sbarre di oro su azzurro (citato in LEOM) Motto: Sic erat in fatis |
|        | Capitaneo (Tropea) in campo azzurro a cinque cinghie borchiate messe in banda (citato in BLCL) Immagine in Tropea Magazine. |
|        | Capitani (Firenze) D'azzurro, a due ferze d'argento poste in palo addossate, e sormontate da un lambello a tre pendenti di rosso; e allo scudetto di Francia bordato d'oro, posto in cuore alias D'azzurro, a due ferze d'argento poste in palo addossate, e sormontate da un lambello a tre pendenti di rosso; e allo scudetto di Francia bordato d'argento, posto in cuore alias D'azzurro, a due ferze d'argento poste in palo addossate, e sormontate da un lambello a quattro pendenti di rosso; e allo scudetto di Francia bordato d'oro, posto in cuore alias D'azzurro, a due ferze d'argento poste in palo addossate, e sormontate da un lambello a quattro pendenti di rosso; e allo scudetto di Francia bordato d'argento, posto in cuore (citato in (13)) |
|        | Capitani (Toscana) (DE) Unter 1 rot unterstützten silbernen Schildhaupt in Blau 1 schwarz-silberne Figur (citato in (28)) |
|        | Capitani (Pisa) D'oro, allo scaglione di rosso e al capo dello stesso (citato in (13)) |
|        | Capitani (Casale) D'oro, alla fascia di rosso, accompagnata in capo da tre giglio, d'azzurro, in punta da una croce trifogliata, di nero (citato in (15)) |
|        | Capitani (Toscana) (DE) In Blau 1 silbern bordiertes blaues Schildchen, belegt mit 3 goldenen Lilien 2:1 gestellt (Scudetto di Francia), beidseitig begleitet von 2 silbernen schwebenden Stäben und überhöht von 1 vierlätzigen roten Turnierkragen (citato in (28)) |
|        | Capitani o Capitani Quelaius (Toscana) (DE) In Blau 1 Löwe in rot-silbernem Pfahlfeh (citato in (28)) |
|        | Capitani di Settala (Milano) Titolo: consignori di Sardigliano Di rosso, a sette ali spiegate, d'oro, poste in fascia, 3, 3, 1 (citato in (15)) |
|        | Capitegalli (Roma) Gallo (citato in DAlena) |
|        | Capitelli (Napoli) partito di rosso e di oro al capitello toscano di marmo bianco attraversante sulla partizione (citato in (4) – Vol. II pag. 286) |
|        | Capizucchi o Capizucchi Marius (Roma) d'azzurro, alla banda d'oro (Immagine nell' Archivio Storico Capitolino (PDF) (archiviato dall'url originale il 24 novembre 2015).) |
|        | Capizucchi de Bologna (Torino) Titolo: conti di Mompantero; signori di Cassine di Strà D'azzurro, alla banda d'oro (citato in (15)) |
|        | Capizzi (Sicilia) d'azzurro, al braccio destro armato al naturale, impugnante pei capelli una testa di leone d'oro (citato in Mango) |

### Capo
| Stemma | Casato e blasonatura |
| ------ | --- |
|        | Capoani (Venezia) (FR) Écartelé, aux 1 et 4, d'azur, à un annelet de gueules, aux 2 et 3, d'argent, à la croix tréflée de gueules. A la fasce de gueules, brochant sur l'écartelé et ch. de deux besants d'argent. (citato in Rietstap (archiviato dall'url originale il 21 giugno 2016).) |
|        | Capobianchi (Colle) Di..., alla testa umana posta di profilo di..., vestita di... e attortigliata di... (citato in (13)) |
|        | Capobianco (Napoli) Titolo: marchese di Carife, patrizio Beneventano, nobile di Anagni d'azzurro al capriolo di oro accompagnato nel capo da due stelle del medesimo, e nella punta da un capo canuto (citato in (4) – Vol. II pag. 286 e in (16)) |
|        | Capobianco (Sicilia) signore di Lalbiato, Carrubba, Reddini d'azzurro, al capriolo d'oro, accompagnato in capo da due stelle dello stesso ed in punta da una testa umana al naturale, barbuta d'argento (citato in Mango) alias d'azzurro, con un capriolo di oro accompagnato da una testa di vecchio barbuto al naturale posta in cuore dello scudo, e da tre stelle d'oro situate 2 in capo, ed 1 in punta (citato in (26)) Notizie storiche in Famiglie nobili di Sicilia.                                                                                              |
|        | Capobianco o Capobianchi (Roma) scaglione di oro su azzurro - 3 stelle (5 raggi) di oro poste 2,1 - testa di vecchio al naturale di profilo uscente dalla punta chiomata di argento e barbuta di nero su azzurro (citato in LEOM) |
|        | Capocci (Viterbo) (la blasonatura non è stata ancora caricata) |
|        | Capocci (Viterbo) (la blasonatura non è stata ancora caricata) (immagine dello Stemmario reale di Baviera.) |
|        | Capocci (Cesena) (d'argento, alla fascia di verde) (citato in BLCW) Immagine in Blasone Cesenate. |
|        | Capocelli (Salice Salentino) diviso longitudinalmente in due metà in quella di destra su fondo rosso fuor esce dal sinistro lato in braccio piegato coperto d'armatura che a nuda mano impugna una spada colla punta rivolta in alto mentre nella metà di sinistra su fondo azzurro e sopra due bande staccate d'oro, che si stendono giù da destra in basso a sinistra in alto, una testa, coperta dal morione a celata rialzata, discopre il viso e mira in alto a sinistra una cometa d'oro. (citato in Salice Salentino, dalle origini al trionfo della giovane Italia) |
|        | Capodilista (Padova, Venezia) fascia di verde innestata solo superiormente su argento (citato in LEOM) |
|        | Capodilista (Padova, Venezia) fascia controinnestata di verde su argento (citato in LEOM) |
|        | Capodelista (Venezia) (FR) D'or, à un cerf rampant de gueules, tenant entre ses dents une rose du même, tigée et feuillée de sinople. (citato in Euraldic/Rietstap (archiviato dall'url originale il 21 giugno 2016).) |
|        | Capoferri (Cesena) (la blasonatura non è stata ancora caricata) (citato in BLCW) Immagine in Blasone Cesenate. |
|        | Capograssi (Napoli, Sulmona) Titolo: nobili troncato: nel 1º di azzurro al grifo d'oro coronato del medesimo; nel 2º d'azzurro alla banda d'argento caricata da una stella codata di rosso ed accompagnata da due cotisse pure di argento (citato in (4) – Vol. II pag. 286 e in (16)) Spaccato: nel 1° d'azzurro al grifo uscente d'oro coronato dello stesso; nel 2° d'azzurro alla banda d'argento caricata di una stella caudata di rosso ed accompagnata da due cotisse d'argento (citato in DAlena)                                                                   |
|        | Capogrossi d'azzurro al busto di guerriero uscente da un monte di 3 cime di verde e fissante un sole d'oro, posto nel canton sinistro del capo (citato in (4) – Vol. II pag. 287) |
|        | Capogrossi Guarna (Roma) partito: nel 1º d'azzurro al busto di guerriero uscente da un monte di 3 cime di verde e fissante un sole d'oro, posto nel canton sinistro del capo (Capogrossi); nel 2º di rosso a 3 fasce ondate a onde grosse d'azzurro e d'argento (Guarna) Motto: Non quod vis tero (citato in (4) – Vol. II pag. 287) |
|        | Capoleoni (Ancona) d'azzurro alla testa di leone d'oro linguata di rosso. Capo d'Angiò (citato in (4) – Vol. II pag. 287) |
|        | Capomazza (Napoli, Pozzuoli) Titolo: marchese di Campolattaro, patrizio di Pozzuoli troncato:nel 1º di azzurro alla testa umana di carnagione, barbuta, fiancheggiata da due bastoni di oro, e sormontata da tre stelle del medesimo; nel 2º di azzurro a tre bande di oro (citato in (4) – Vol. II pag. 287 e in (16)) spaccato, nel 1° d'azzurro alla testa umana barbuta, fiancheggiata da due bastoni d'oro, e sormontata da tre stelle d'oro; nel 2° d'azzurro a tre bande d'oro (citato in (19)) Notizie storiche in Nobili napoletani.                               |
|        | Caponago (la blasonatura non è stata ancora caricata) (citato in DAlena) |
|        | Caponago (Milano, Calco) leone rampante troncato di argento e di azzurro su troncato di azzurro e di argento (citato in LEOM) |
|        | Capone (Roma, Montella) Titolo: nobili di argento alla testa di moro bendato di rosso Motto: Durando vinco (citato in (4) – Vol. II pag. 288 e in (16)) |
|        | Capone (Messina) d'azzurro, al cappone passante del suo colore (citato in Mango) |
|        | Capone (Napoli) d'argento al cappone rosso (rivolto ?) posto sul medio di tre monticelli d'oro moventi dalla punta (citato in (19)) Notizie storiche in Nobili napoletani. |
|        | Capone Brancone (Napoli) cappone (gallo) al naturale su 3 monti ristretti di verde uscenti dalla punta su argento - 3 stelle (5 raggi) di rosso poste in fascia in alto su argento (citato in LEOM) |
|        | Caponetto (Sicilia) (arma ignopta) (citato in Mango) |
|        | Caponi o Capponi trinciato di nero, e d'argento (citato in (5) - pag. 46 e pag. 166) |
|        | Caponsacchi (Arezzo) Inquartato d'argento e di rosso (citato in (13) e in LEOM) |
|        | Caponsacchi (Firenze) D'argento, al palo di rosso (citato in (13)) (DE) In Silber 1 roter Pfahl (citato in (28)) |
|        | Caponsacchi (Toscana) (DE) In Rot 3 grün gestielte silberne Rosen (citato in (28)) |
|        | Caponsacchi (Firenze) Di rosso, a tre rose d'argento alias Di rosso, a tre rami di rosaio di verde, fioriti d'argento (citato in (13)) |
|        | Caponsacco (Firenze) troncato: nel 1º d'argento, al vaso sostenuto dalla partizione, cimato da un giglio, e accompagnato in capo da tre rose di rosso ordinate in fascia, il tutto di rosso; nel 2º fasciato di rosso e d'argento di quattro pezzi (Immagine nella Raccolta stemmi Trippini (JPG).) |
|        | Capoquadri (San Miniato) D'azzurro, alla testa umana di carnagione posta di profilo, accompagnata in punta da una squadra d'oro (citato in (13)) |
|        | Caporali (Cesena) (la blasonatura non è stata ancora caricata) (citato in BLCW) Immagine in Blasone Cesenate. |
|        | Capotosti (Macerata) d'azzurro al monte di tre cime di argento, alla italiana, con fiamme di rosso uscenti dai fianchi dei due primi monti, cimato da una rovere con i rami a doppia croce di S. Andrea, e accompagnata in capo da una cometa posta in fascia, il tutto d'oro (citato in (4) – Vol. II pag. 289) |
|        | Capozzo o Capuzzo (Sicilia) d'azzurro, alla fascia d'oro, ed il leone uscente del medesimo. Corona di barone (citato in Mango) d'azzurro, con una fascia d'oro ed un leone nascente dello stesso (citato in (26)) Notizie storiche in Famiglie nobili di Sicilia. |

### Capp
| Stemma | Casato e blasonatura |
| ------ | --- |
|        | Cappa e Cappa di San Nicandro (L'Aquila) Titolo: patrizio dell'Aquila col predicato di San Nicandro Troncato: nel 1º di argento ad una testa di moro tenente in bocca una rosa al naturale; nel 2º fasciato di nove pezzi avvicendati di oro, di rosso e di azzurro (citato in (4) – Vol. II pag. 289, in DAlena e in (16)) Testa di moro di profilo attorcigliata di argento tenente in bocca rosa di rosso fogliata di verde su argento - fasciato (9 pezzi) di oro rosso e azzurro alternati (citato in LEOM) alias D'azzurro, troncato da una fascia di rosso, di sopra alla testa di moro coronata d'alloro di verde, tenente in bocca una rosa al naturale, di sotto a tre pali del secondo Motto: Suis Viribus Pollens Cimiero: rostrata e coronata d'oro; un'aquila nascente al naturale, linguata di rosso (immagine nel Libro d'oro delle Famiglie Nobili e Notabili, V Edizione p. 357) |
|        | Cappa (Messina) troncato: nel 1° d'argento, alla testa di moro, tenente in bocca una rosa, il tutto al naturale; nel 2° tranglato d'oro, di rosso e d'azzurro di nove pezzi (citato in Mango) |
|        | Cappa (Catanzaro) Fasciato d'argento e d'azzurro (citato in DAlena e in BLCL) |
|        | Cappa Bava (Torino, Milano) Titolo: Barone d'oro, a tre bande d'azzurro, alla torre di rosso aperta e finestrata di nero, merlata alla guelfa di 4 pezzi, torricellata di un pezzo; la torre attraversante (citato in (4) – Vol. II pag. 289) D'oro, a tre bande d'azzurro, alla torre di rosso attraversante sul tutto, aperta a finestrata di nero, merlata alla guelfa di quattro pezzi, torricellata di un pezzo (citato in (15)) |
|        | Cappabianca (Aversa, Napoli) Titolo: nobile di Sant'Eustachio d'azzurro alla fascia d'oro accompagnata da tre stelle d'oro, in punta una vipera di verde (citato in (16)) fascia di oro su azzurro - 3 stelle (6 raggi) di oro poste in fascia su azzurro - serpente ondeggiante in fascia di verde su azzurro (citato in LEOM) |
|        | Cappasanta (Trapani) d'azzurro, alla croce d'oro Cimiero: una fenice (citato in Mango e in (26)) Notizie storiche in Famiglie nobili di Sicilia. |
|        | Cappella (Napoli) cappello di nero fiocchi incrociati e alzati verso l'alto su troncato di argento e di azzurro (citato in LEOM) |
|        | Cappellani (Palazzolo Acreide) Titolo: barone, barone di Pirainito e Formica (Fùrmica) inquartato: nel 1º e 4º di rosso, al leone coronato d'oro; nel 2º e 3º d'argento, all'aquila coronata di nero (citato in (4) – Vol. II pag. 290, in (16), in Mango e in (26)) Notizie storiche in Famiglie nobili di Sicilia. |
|        | Cappellani (Palazzolo Acreide, Catania) Titolo: nobile dei baroni di Pirainito e Formica (Fùrmica) d'azzurro, a tre crescenti montanti d'argento 2 e 1, caricati ciascuno da tre macchie di nero, accompagnati in cuore da una stella d'oro, e sormontati in capo da un bisante dello stesso (citato in (4) – Vol. II pag. 290, in (16), in Mango e in (26)) Notizie storiche in Famiglie nobili di Sicilia. |
|        | Cappellano (Napoletano) (la blasonatura non è stata ancora caricata) (citato in (19)) |
|        | Cappellari (Roma) troncato: nel 1º d'azzurro, al cappello di nero con due infule uscenti dello stesso e ondeggianti in fascia; nel 2º al campo di cielo, alla colomba volante d'argento, con la testa rivoltata, membrata e imbeccata doro, tenente nel becco un ramoscello d'olivo di verde; alla fascia di rosso attraversante sulla partizione e caricata di tre stelle di sei punte d'argento (Immagine nell' Archivio Storico Capitolino (PDF) (archiviato dall'url originale il 4 marzo 2016).) |
|        | Cappellari della Colomba (Belluno) 3 stelle (6 raggi) di oro su fascia di rosso su troncato di azzurro e di argento - cappello a fiocchi incrociati di nero su azzurro (citato in LEOM) |
|        | Cappellari della Colomba (Belluno) 3 stelle (6 raggi) di oro su fascia di rosso su azzurro - cappello di nero listato di oro a cordoni di oro su azzurro - colomba in volo di argento su azzurro (citato in LEOM) |
|        | Cappelletti (Rieti, Roma, Matelica) d'azzurro, al bove al naturale, sdraiato nella campagna di verde, sormontato da un cappello fioccato di due pezzi d'argento (citato in (2) – pag. 111, in (4) - Vol. II pag. 283 (d'azzurro ad un cappello fioccato di due pezzi d'argento con un bue sdraiato al naturale sopra una campagna di verde, movente dalla punta) e in DAlena) |
|        | Cappelletti d'azzurro a tre cappelli male ordinati di nero (citato in (4) – Vol. III pag. 318) |
|        | Cappelli (S. Demetrio nei Vestini) troncato di argento e di azzurro al cappello di nero all'antica (citato in (4) – Vol. II pag. 290 e in DAlena) cappello di nero fiocchi incrociati e alzati verso l'alto su troncato di argento e di azzurro (citato in LEOM) Motto: Ad verticem |
|        | Cappelli (Toscana) (DE) In blau-silber geteiltem Feld 1 Hut in verwechselten Tinkturen (citato in (28)) |
|        | Cappelli (Toscana) (DE) In silber-blau geteiltem Feld 1 Hut in verwechselten Tinkturen (citato in (28)) |
|        | Cappelli (S. Demetrio nei Vestini) partito: nel 1º troncato: di argento e di azzurro al cappello di nero all'antica (Cappelli); nel 2º di azzurro alla torre d'oro di due palchi fondata sulla campagna di verde, sormontata da una cometa d'oro posta in fascia (Antonini) Motti: 1. Ad verticem. 2. Virtus in infaustis fortior (citato in (4) – Vol. II pag. 290) |
|        | Cappelli (Firenze, Livorno) D'oro, al cappello prelatizio di rosso, con i nastri annodati insieme dello stesso alias D'oro, al cappello prelatizio di rosso, con i nastri annodati insieme dello stesso, accompagnato in capo dallo scudetto di Francia (citato in (13)) |
|        | Cappelli (Toscana) (DE) In Gold 1 vierlätziger roter Turnierkragen, 1 blaue Scheibe, belegt am oberen Rand mit 2, am unteren Rand mit 3 goldenen anstoßenden Lappen, und 1 roter Kardinalshut pfahlweise (citato in (28)) |
|        | Cappelli (Toscana) (DE) In Gold 1 blaue Scheibe, belegt mit 3 goldenen Lilien 2:1 gestellt, und 1 roter Hut untereinander (citato in (28)) |
|        | Cappelli (Firenze) Di..., al monte di sei cime di..., sormontato da un cappello prelatizio di... (citato in (13)) |
|        | Cappelli (Livorno, Arezzo) cappello fiocchi incrociati di rosso su oro - disco di azzurro caricato di 3 gigli di oro su oro posti 2,1 (citato in LEOM) |
|        | Cappelli (Livorno, Arezzo) cappello fiocchi incrociati di rosso su oro (citato in LEOM) |
|        | Cappelli o Cappello (Sicilia) Titolo: marchese troncato d'argento e di nero al cappello all'opposto (citato in (16)) cappello fiocchi incrociati e alzati verso l'alto troncato di nero e di argento su troncato di argento e di nero (citato in LEOM) |
|        | Cappelli (Roma) cappello di nero fiocchi incrociati e alzati verso l'alto su troncato di argento e di azzurro - torre (2palchi) fondata su terrazzo di verde su azzurro - cometa di oro in fascia coda a destra in alto su azzurro (citato in LEOM) |
|        | Cappelli del Carro o Cappelli (Firenze) D'azzurro, alla banda d'oro, accompagnata in capo da una stella a otto punte dello stesso, e in punta da un cappello di nero guarnito di rosso (citato in (13)) (DE) In Blau 1 goldener Schrägbalken, begleitet oben von 1 achtstrahligen goldenen Stern, unten von 1 rotbebandeten schwarzen Rundhut (citato in (28)) |
|        | Cappelli della Ferza o Cappelli della Terza (Firenze) D'azzurro, alla lettera maiuscola T di rosso, sormontata da un cappello di nero (citato in (13)) (DE) In Blau 1 schwarzer Rundhut und 1 roter Majuskelbuchstabe T untereinander (citato in (28)) |
|        | Cappelli del Lion Bianco e Cappelli (Firenze) D'azzurro, al cappello di nero accompagnato in capo da tre stelle a otto punte d'oro, ordinate fra i quattro pendenti di un lambello di rosso (citato in (13)) alias D'azzurro, al cappello di nero, sormontato da un crescente volto (o rivolto) d'argento, posto in mezzo a due stelle a otto punte d'oro; il tutto accompagnato in capo da un lambello a quattro pendenti di rosso (citato in (13)) (DE) In Blau 1 schwarzer Hut, überhöht von 1 zunehmenden silbernen Halbmond zwischen 2 goldenen achtstrahligen Sternen balkenweise und darüber von 1 vierlätzigen roten Turnierkragen (citato in (28)) |
|        | Cappelli del Lion Nero (Firenze) D'azzurro, al cappello di nero, sormontato da un crescente volto d'argento posto in mezzo a due stelle a otto punte d'oro; il tutto accompagnato in capo da un lambello a quattro pendenti di rosso (citato in (13)) |
|        | Cappellini (Firenze) D'oro, alla banda di rosso sormontata da un cappello di nero guarnito di tre piume, rispettivamente di rosso, d'azzurro e d'argento. (citato in (13)) |
|        | Cappellini (Livorno) (la blasonatura non è stata ancora caricata) (Immagine nella Raccolta stemmi Trippini (JPG).) |
|        | Cappellino (Messina) d'argento, al cappello di nero, ornato da un nastro di rosso (citato in Mango) |
|        | Cappello (Venezia) spaccato d'argento e d'azzurro al pileo o cappello antico dell'uno all'altro, cordonato di rosso (citato in CROL – pag. 20 e in (5) - pag. 114) |
|        | Cappello (già Capello) (Udine) Titoli: N.U.N.D., Patrizio veneto troncato di argento e d'azzurro al cappello all'antica dell'uno all'altro, la coppa di azzurro, caricata di una rosa di rosso, cucita, coronata d'oro (Concessione del re d'Inghilterra) (citato in (4) – Vol. II pag. 290) |
|        | Cappello (Venezia, Firenze) Troncato d'argento e d'azzurro, al cappello attraversante dell'uno all'altro; con il capo di…, caricato del leone di San Marco (citato in (13)) |
|        | Cappello (già Capello) (Bologna, Rovigo, Pegli, Cavarzere) troncato di argento e d'azzurro, al cappello all'antica dell'uno all'altro, legato di rosso, sormontato da una crocetta di oro a tau, cucita, accompagnata nel 1º punto dalle maiuscole S. T. P. (sub tuum praesidium), di rosso male ordinate (citato in (4) – Vol. II pag. 291) |
|        | Cappello (Parma) 3 cappelli fiocchi incrociati di nero su argento posti 1,2 - leone rampante di oro su rosso (citato in LEOM) |
|        | Cappello (Sicilia) Titolo: barone di Eloro, Babucino, Cipulla; marchese spaccato d'argento e di nero, al cappello all'antica dell'uno nell'altro (citato in Mango e in (26)) diviso, d'argento e di nero, con un cappello dell'uno nell'altro. Corona di barone (citato in (26)) Notizie storiche in Famiglie nobili di Sicilia. Ulteriori notizie storiche in Famiglie nobili di Sicilia. |
|        | Cappello Bianca Granducha di Toscana (Toscana) (DE) 1 Balken, am unteren Rand belegt mit 1 oberhalben Scheibe und unten besetzt mit 1 Glocke, oben begleitet von 1 Markuslöwen mit geöffnetem Buch (citato in (28)) |
|        | Cappia (Omegna) Titolo: nobili Inquartato, al 1° d'azzurro, a tre conchiglie rovesciate, d'argento, male ordinate, al 2° d'oro, all'aquila di nero, coronata del campo, con il volo abbassato, al 3° di rosso, a due pali d'oro, con il capo dello stesso, al 4° palato d'argento e di rosso (citato in (15)) 3 conchiglie di argento su azzurro poste 1,2 - aquila di nero coronata di oro su oro - 2 pali di oro su rosso - capo di oro - palato di argento e di rosso (citato in LEOM) |
|        | Cappiardi (Firenze) Partito cuneato a punte lunghe d'argento e di rosso (citato in (13)) |
|        | Cappiardi (Firenze) Di rosso, a tre pali d'argento (citato in (13)) |
|        | Cappiello (Molise) (la blasonatura non è stata ancora caricata) (citato in DAlena) |
|        | Capponcini (Firenze) Di cielo, al cappone al naturale fermo sul terreno dello stesso; con il capo d'azzurro, caricato di tre stelle a otto punte d'oro ordinate in fascia (citato in (13)) |
|        | Cappone o Capponi (Torino) Titolo: consignori di Caselette D'azzurro, al cappone al naturale, sostenuto da un monte di verde Motto: Haud sine numine (citato in (15)) |
|        | Capponi (Firenze) trinciato di nero e d'argento (citato in (4) – Vol. II pag. 292 e in (13)) (DE) Schwarz-silber schräggeteilt (citato in (28)) (Immagine nella Raccolta stemmi Trippini (JPG).) alias Trinciato di nero e d'argento; con il capo di santo Stefano (citato in (13)) alias Trinciato di nero e d'argento, il 1º punto caricato di una tau dell'Ordine di Altopascio (citato in (13)) Cimiero: una testa e un collo di cappone di rosso fra un volo spiegato di nero e d'argento Motto: Post tenebras lux |
|        | Capponi (Toscana) (DE) Schwarz-silber schräglinksgeteilt (citato in (28)) |
|        | Capponi (Pistoia) D'oro, all'albero al naturale fruttifero di rosso, nodrito sul terreno di verde e sostenuto da due orsi controlevati al naturale (citato in (13)) |
|        | Capponi (Modena, Milano, Rudiano (Brescia)) d'argento alla banda di nero (citato in (4) – Vol. II pag. 297) |
|        | Capponi o Cappone (Pinerolo) Titolo: consignori di Fiano, Mollare, Salmour Trinciato di nero e d'argento (citato in (15)) |
|        | Capponi (Limone) D'argento, al cappone al naturale, sostenuto da un monte di verde(?), con il capo di nero (citato in (15)) |
|        | Capponi (Roma) trinciato di nero e d'argento (Immagine nell' Archivio Storico Capitolino (PDF) (archiviato dall'url originale il 5 marzo 2016).) |
|        | Capponi (Cesena) (trinciato di nero e d'argento) (citato in BLCW) Immagine in Blasone Cesenate. |
|        | Capponi Giugni Canigiani de' Cerchi (Firenze) inquartato: nel 1º e 4º troncato: a) d'oro pieno; b) di rosso a tre zoccoli di bue d'argento posti 2, 1 (Giugni); nel 2º d'argento al crescente montante di azzurro sormontato da un lambello a tre pendenti di rosso (Canigiani); nel 3º di azzurro a tre cerchi d'oro posti 2 e 1 (Cerchi); Sul tutto, trinciato di nero e d'argento (Capponi) (citato in (4) – Vol. II pag. 297) |
|        | Capponibus (la blasonatura non è stata ancora caricata) (citato in DAlena) |
|        | Cappucciani (Siena) D'azzurro, a due fasce d'argento; con il capo del secondo caricato di un'aquila dal volo spiegato di nero (citato in (13)) |

### Capr
| Stemma | Casato e blasonatura |
| ------ | --- |
|        | Capra (Vicenza) Titoli: Nobile, Conte palatino d'argento alla capra di nero, saliente, sostenente fra le corna un'aquila dello stesso, bicipite, coronata di rosso fra le due teste (citato in (4) – Vol. II pag. 298) |
|        | Capra di rosso, alla capra saliente d'argento (citato in (5) - pag. 156) |
|        | Capra (Sicilia) d'argento, alla capra al naturale, e l'aquila spiegata di nero, nel capo dello scudo (citato in Mango) |
|        | conti di Capraia (Pisa, Prato) Di rosso, a tre spade basse d'argento, poste in banda e ordinate in sbarra (citato in (13)) |
|        | Capra (Asti) Titolo: conti di Azzano; signori di Crevacuore Inquartato, al 1° e 4° d'oro, all'aquila di nero, al 2° e 3° d'oro, alla capra saliente di nero, con il capo d'oro, cucito, carico di un'aquila di nero; sul tutto, per concessione, di Savoia moderna alias Inquartato, al 1° e 4° d'oro, all'aquila di nero, al 2° e 3° d'oro, alla capra saliente sopra una quercia, al naturale; sul tutto, per concessione, di Savoia moderna alias D'oro, al capro saliente, di nero alias D'oro, al capro saliente, di nero, con il capo d'oro, cuicto, carico di un'aquila di nero Motto: Virtute elata (citato in (15))                                                               |
|        | Capra o Capri Titolo: consignori di Corteranzo D'argento, alla capra di nero, saliente sopra una quercia di verde (al naturale?), con il capo d'oro, carico di un'aquila, di nero (citato in (15)) |
|        | Capra (Tronzano) D'argento, al monte di verde, ombreggiato di nero, con una capra di nero, saliente sopra il medesimo Motto: Meum est (citato in (15)) |
|        | Capra (Lu) Partito, al 1° d'oro, alla testa di capra, di nero, al 2° di rosso, al leone d'argento, tenente una torre d'oro Motto: Timentibus nihil dehest (citato in (15)) |
|        | Capra (Fossano) Di rosso, alla capra saliente, d'argento (citato in (15)) |
|        | Capra (Ovada) Inquartato: nel 1° e nel 4° d'oro, alla capra saliente rivolta d'argento; nel 2° e nel 3° d'azzurro, all'aquila bicipite col volo abbassato di nero, coronata d'oro. Sul tutto uno scudetto di rosso, alla croce d'argento (citato in (31)) |
|        | Capranica d'oro, a tre cipressi sradicati di verde, ordinati in fascia, intrecciati nei loro tronchi da una gomena di rosso, con l'ancora dello stesso, legata e attraversante la base del tronco centrale (Immagine nell' Archivio Storico Capitolino (PDF) (archiviato dall'url originale il 4 marzo 2016).) (citato in (5) - pag. 116 e in DAlena) |
|        | Capranica (Cesena) (la blasonatura non è stata ancora caricata) (citato in BLCW) Immagine in Blasone Cesenate. |
|        | Capranica del Grillo Scarlatti (Roma) d'oro a tre cipressi sradicati di verde, ordinati in fascia intrecciati nei tronchi da una gomena di rosso, con l'ancora dello stesso legata e attraversante in base al tronco di mezzo (citato in (4) – Vol. II pag. 298) |
|        | Caprara (Roma, Alessandria d'Egitto) troncato: 1º d'azzurro a 6 stelle d'oro 3, 2, 1; 2º d'oro al leone di rosso crescente dalla punta dello scudo Cimiero: un leone di rosso nascente fra un volo spaccato, l'ala di destra d'oro e di azzurro, quella di sinistra d'azzurro e d'oro ciascun pezzo caricato di una stella dell'uno nell'altro Motto: Deus et constantia (citato in (4) – Vol. II pag. 299) |
|        | Caprara (Cesena) (la blasonatura non è stata ancora caricata) (citato in BLCW) Immagine in Blasone Cesenate. |
|        | Caprari (Bologna) troncato: nel 1º di rosso, al leone nascente d'oro; nel 2º d'azzurro, a 6 stelle (8) d'oro poste 3, 2, 1 (citato in (9) – pag. 239) |
|        | Caprera o Cabrera (Sicilia) d'oro, alla capra di nero saliente, e la bordatura merlata dello stesso (citato in Mango) |
|        | Capretti (Correggio) D'azzurro all'albero di verde terrazzato dello stesso, addestrato da una capra d'argento rampante sul tronco in atto di mangiarne le foglie; col capo d'azzurro caircato di 3 stelle d'oro male ordinate, e sostenuto da una divisa di rosso alias Partito: nel 1° palato d'azzurro e d'argento; nel 2° d'azzurro, alla capra rampante d'argento, alla pianura di rosso (citato in DAlena) |
|        | Capretti (Modena) D'azzurro all'albero di verde terrazzato dello stesso e addestrato da una capra d'argento rampante sul tronco in atto di mangiarne le foglie (citato in DAlena) |
|        | Caprì o Crapì (Sicilia) d'oro, alla testa e collo di stambecco di nero, cornata d'argento (citato in Mango) |
|        | Capriata (Genova) di rosso, alla banda d'oro caricata di 3 R di nero; al capo dell'impero (citato in (2) – pag. 337 e in DAlena) |
|        | Capriata (Sicilia) Titolo: duca di Capriata troncato: nel 1° d'oro, all'aquila bicipite spiegata di nero; nel 2° di rosso, alla banda d'oro, caricata di tre lettere R maiuscole di nero (citato in Mango e in (26)) Notizie storiche in Famiglie nobili di Sicilia. |
|        | Capriata (Alessandria) Titolo: marchesi di S. Giuliano; signori di Capriata Interzato in fascia, al 1º d'oro, all'aquila coronata, di nero; al 2º d'azzurro, alla croce scorciata accostata da due stelle (6), il tutto d'oro; al 3º di rosso al leopardo coronato, sostenuto da due ossa umane, decussate, il tutto d'oro alias Di rosso, al leone passante, d'oro, accompagnato in punta da due ossa umane, al naturale, decusate, con il capo d'oro, carico di un'aquila coronata, di nero alias Troncato, al 1° d'argento, alla capra passante, al naturale, al 2° bandato di dieci pezzi, di rosso e d'oro, con il capo d'oro, carico di un'aquila coronata, di nero (citato in (15)) |
|        | Caprili (Cesena) (la blasonatura non è stata ancora caricata) (citato in BLCW) Immagine in Blasone Cesenate. |
|        | Caprini (Roma, Celleno (Viterbo)) d'oro all'albero di quattro rami decussati, nodrito sulla pianura erbosa sostenuto a sinistra da una capra rampante, il tutto al naturale (citato in (4) – Vol. II pag. 299) |
|        | Caprini (Sicilia) d'azzurro, alla quercia al naturale, frondata di due rami, passati in croce di S. Andrea, nodrita sopra un terreno di verde, e sinistrata da una capra rampante d'argento (citato in Mango) |
|        | Caprini (L'Aquila) Spaccato in punta; nel 1º d'argento alla quercia di verde con due capre inerpicate di nero; nel 2° di verde (citato in DAlena) |
|        | Caprini (Viterbo) (la blasonatura non è stata ancora caricata) (immagine dello Stemmario reale di Baviera.) |
|        | Caprio (Napoletano) (la blasonatura non è stata ancora caricata) (citato in (19)) |
|        | Caprioli (Brescia) d'argento, al capriolo saliente al naturale (citato in (2) – pag. 112 e in DAlena) |
|        | Caprioli (Brescia) capriolo rampante di oro su azzurro - corvo di nero afferrante con gli artigli pianticella di ginepro di verde sradicata con il becco croce patriarcale di rosso su argento - stella (6 raggi) di rosso in alto a sinistra su argento (citato in LEOM) |
|        | Caprioli (Vasto) Di rosso al capriolo sedente d'oro, alla stella di otto raggi, quello della punta ondeggiante in palo, posta in capo d'oro Di rosso al capriolo accosciato accompagnato in capo da una stella di 8 raggi, quello della punta ondeggiante in palo, il tutto d'oro (citato in DAlena) |
|        | Caprioli o Capriolo (Mantova ?) Titolo: consignori di Rosignano D'azzurro, al capro (?) saliente, di rosso, cucito alias Di [...], alla pianta di [...], allo scaglione passante, d'argento, con il capo d'azzurro, carico di un giglio d'oro, sormontato da tre stelle d'argento, ordinate in fascia (citato in (15)) |
|        | Capris (Torino) Titoli: conti di Cigliè e Roccacigliè, Montemarzo; baroni di Maria; consignori di Candia e Castiglione, Mongrando, Rosignano; Conte di Cigliaro e Rocca Cigliaro, Signore di Croveglia. Nome d'uso: Capris di Cigliè d'oro, al capo e collo di capra, di nero, reciso Cimiero: il capo e collo di capra del campo Motto: Spera in Deum et fac bonum - Timentibus Deum nihil deest (citato in (4) – Vol. II pag. 300 e in (15)) |
|        | Caprona (Sicilia) Titolo: barone della Roccella; conte di Modica troncato: nel 1° d'oro, con un muro merlato aperto di nero, sormontato da due torri merlate di tré pezzi, e da un'aquila bicipite spiegata di nero; nel 2° di rosso. Corona di barone (citato in (26)) Notizie storiche in Famiglie nobili di Sicilia. |
|        | Capronesi (Pisa) Troncato: nel 1º d'oro, al castello al naturale sinistrato da un'aquila dal volo abbassato di nero; nel 2º di rosso pieno (citato in (13)) |
|        | Caprucci (Abruzzo) Di rosso alla fascia d'argento, accompagnata in capo da una capra passante d'argento ed in punta da tre bande dello stesso (citato in DAlena) |

### Capu
| Stemma | Casato e blasonatura |
| ------ | --- |
|        | Capua (Sicilia) d'oro, con un leone di rosso sinistrato da una stella dello stesso (citato in (26)) Notizie storiche in Famiglie nobili di Sicilia. |
|        | Capuani (Cesena) (la blasonatura non è stata ancora caricata) (citato in BLCW) Immagine in Blasone Cesenate. |
|        | Capuano (Napoli, Molise) Titolo: patrizi napoletani di armellino alla testa di leone di nero recisa, linguata e sanguinosa di rosso, e coronata d'oro (citato in (4) – Vol. II pag. 300 e in (16)) D'ermellino alla testa di leone recisa e sanguinosa, linguata di rosso e coronata d'oro (citato in DAlena) alias Di armellino alla testa di leone di nero recisa coronata d'oro e linguata e sanguinosa di rosso (citato in DAlena) alias D'argento alla testa di leone di nero con la lingua rivolta all'in su coronata e circondata da tre code di ermellino a destra e tre a sinistra (citato in DAlena) d'argento alla testa di leone nero recisa coronata d'oro e linguata e sanguinosa di rosso, circondata da sei code d'ermellino (citato in (19)) Notizie storiche in Nobili napoletani. |
|        | Capuano (Sicilia) d'armellino, alla testa di leone di nero, recisa e linguata di rosso, coronata d'oro (citato in Mango) |
|        | Capulli (Cortona) D'azzurro, all'albero nodrito sul terreno al naturale movente da una riviera, il tutto al naturale e sormontato da un sole d'oro (citato in (13)) |
|        | Capurso (Molfetta) d'oro alla testa d'orso di nero (citato in ) |
|        | Caputi (Livorno) Titolo: nobili di rosso alla testa di leopardo d'argento, coronata d'oro (citato in (4) – Vol. II pag. 301 e in (16)) |
|        | Caputi (San Miniato) Di rosso, alla testa di leopardo al naturale coronata d'oro (citato in (13)) |
|        | Caputo (Napoli) Titolo: duchi di rosso alla testa di leone posta in maestà e coronata d'oro (citato in (4) – Vol. II pag. 301, in (16) e in (19)) |
|        | Caputo (Tropea) Titolo: patrizi di Tropea troncato: nel 1º d'azzurro a 3 monti d'oro con due leoni del medesimo affrontati e linguati di rosso, sostenenti una testa coronata al naturale; nel 2º di verde con quattro fasce ondate di argento (citato in (4) – Vol. II pag. 301 e in (16)) |
|        | Caputo (Tropea) troncato: il 1º d'azzurro a tre monti rocciosi sostenenti due leoni affrontati e tenenti con le branche anteriori una etsta umana in maestà coronata, il tutto d'oro; il 2º di rosso a quattro filetti ondati d'argento in fascia (citato in BLCL) |
|        | Caputo (Napoli, Tropea, Molise, Catanzaro, Cosenza, Molfetta) Di rosso alla testa di leopardo d'argento coronata d'oro (citato in DAlena) alias Di rosso alla testa di leone posta in maestà e coronata d'oro (citato in DAlena) alias Nel campo una cima di torre merlata con tre teste coronate ai lati e sotto (citato in DAlena) alias Diviso: nel 1° d'azzurro a tre monti d'oro con due leoni del medesimo affrontati, armati e linguati di rosso, sostenenti una testa coronata al naturale; nel 2° di verde con 4 fasce ondate d'argento (citato in DAlena) alias Di rosso alla testa di leopardo coronata d'oro (citato in DAlena e in BLCL) |
|        | Caputo (Tropea) Di azzurro con tre monti d'oro sormontati da due leoni affrontanti dello stesso armati e linguati di rosso sostenenti una testa di re al naturale posta in maestà e diviso alla punta di verde con quattro fasce ondate d'argento (citato in BLCL) Immagine e notizie storiche in Tropea Magazine. |
|        | Caputo (Tropea) (LA) campum ceruleum tres montes virides et duos Leones auratos tenentes caput regis corona aurea (citato in BLCL) Immagine e notizie storiche in Tropea Magazine. |
|        | Caputo (Molfetta) di rosso, alla testa di leopardo d'argento coronata d'oro (citato in ) |
|        | Caputo (Cosenza) Di rosso alla testa di leopardo coronata d'oro (citato in DAlena) |
|        | Caputo (Sicilia) d'argento, alla testa di leopardo di carnagione, bordata di nero, coronata d'oro, all'antica Cimiero: un braccio armato al naturale, la mano di carnagione, impugnante pei capelli una testa di moro (citato in Mango) |
|        | Caputo (Napoli) d'argento, alla testa umana di carnagione, barbuta di nero, coronata d'oro, all'antica (Immagine nella Raccolta stemmi Trippini (JPG).) |
|        | Caputo della Petrella (Catanzaro) Di rosso alla testa di leopardo coronata d'oro (citato in DAlena e in BLCL) |